# Mihaljevići (Busovača)
Pour les articles homonymes, voir Mihaljevići.
Mihaljevići (en cyrillique : Михаљевићи) est un village de Bosnie-Herzégovine. Il est situé dans la municipalité de Busovača, dans le canton de Bosnie centrale et dans la fédération de Bosnie-et-Herzégovine. Selon les premiers résultats du recensement bosnien de 2013, il compte 365 habitants.

## Démographie

### Évolution historique de la population
| 1948 | 1953 | 1961 | 1971 | 1981 | 1991 | 2013 |
| ---- | ---- | ---- | ---- | ---- | ---- | ---- |
| -    | -    | 155  | 162  | 192  | 288  | 365  |

|  |